# Georges Mareschal

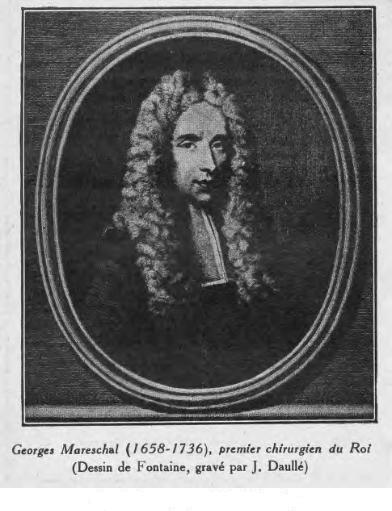
Georges Mareschal

Georges Mareschal (ur. 1658, zm. 1736) – francuski chirurg.
Do 1703 roku pracował w szpitalu Sióstr Miłosierdzia (Hôpital de la Charité).
Od 1703 roku był "pierwszym chirurgiem królewskim" (premier chirurgien du Roi). Na to stanowisko mianował go pierwszy lekarz nadworny Guy-Crescent Fagon, gdy zmarł poprzedni chirurg Monsieur Félix. Na korzyść Marechala przemawiało to, że kiedyś zoperował kamienie nerkowe, na które cierpiał Ludwik XIV.
Pamiętnikarz Louis de Rouvroy, książę de Saint-Simon bardzo go cenił, gdyż korzystał z jego usług przed 1703, a Marechal pozostał, mimo swego nowego stanowiska, lekarzem rodu Saint-Simon. Według słów pamiętnikarza Marechala cechowała prawość charakteru, rozsadek i zrównoważenie. Przytacza on pewne zdarzenie, które ukazywało w całej pełni dobrą wolę Marechala i jego brak zorientowania w polityce. Jeszcze w 1703 roku przybył on do jansenistycznego klasztoru Port-Royal des Champs, uważanego na dworze, za siedlisko opozycji antykrólewskiej.
Marechal był zdziwiony poruszeniem, jakie wywołał, gdy oznajmił, że ma operować jedną z sióstr klasztoru. Ludwik XIV zastanawiał się jakiś czas, czy zezwolić mu na wizytę, po czym poprosił go by zrelacjonował mu dokładnie co tam się dzieje. Marechal po powrocie rzekł, że "nigdzie we Francji nie modlą się tak dużo i szczerze za Króla jak w Port-Royal". Król miał ponoć głęboko westchnąć, żałując swej represyjnej polityki wobec klasztoru. Louis de Rouvroy, książę de Saint-Simon twierdził, że człowiekowi tak bezstronnemu jak Marechal król, ani nikt inny nie mógł zaprzeczyć. Pamiętnikarz żałował, że władca nie pamiętał już o relacji lekarza w 1709 roku, gdy nakazał zburzyć Port-Royal, jak mu doradzał jego fanatyczny spowiednik ojciec Michel Le Tellier (1643-1719).
Uczniem Marechala był François Gigot de La Peyronie.